# Tomáš Rolinek
Tomáš Rolinek (ur. 17 lutego 1980 w Zdziar nad Sazawą) – czeski hokeista, reprezentant Czech, olimpijczyk.

## Kariera
- HC Pardubice (1998-2008)
  -  Vajgar Jindřichův Hradec (1999-2000)
  -  KLH Jindrichuv Hradec (1999-2000)
  -  Berounští Medvědi (2001)
  -  Bílí tygři Liberec (2001, 2003)
  -  HC Litvínov (2003-2004)
  -  HC Hradec Kralove (2004)
- Mietałłurg Magnitogorsk (2008-2012)
- Saławat Jułajew Ufa (2012)
- HC Pardubice (2013)
- Sparta Praga (2013-2015)
- HC Pardubice (2015-2019)
- HC Vrchlabí (2019-2020)
- HC Pardubice (2020)

Wychowanek klubu HC Zdar nad Sazavou. Wieloletni zawodnik HC Pardubice. Od 2008 roku gracz Mietałłurga Magnitogorsk (był kapitanem drużyny). W maju 2010 roku przedłużył kontrakt z klubem o trzy lata, jednak po dwóch latach opuścił go. Od kwietnia do grudnia 2012 roku zawodnik Saławatu Jułajew Ufa. Od stycznia do czerwca 2013 ponownie zawodnik HC Pardubice. Od lipca 2013 zawodnik Sparty Praga. Pod koniec kwietnia 2014 przedłużył kontrakt z klubem o rok. W kwietniu 2015 odszedł z klubu. Od maja 2015 ponownie w HC Pardubice. Zwolniony w październiku 2019. W listopadzie 2019 trafił do HC Vrchlabí, a w styczniu 2020 ponownie do Pardubic. W listopadzie 2020 ogłosił zakończenie kariery z uwagi na kontuzję.
Uczestniczył w turniejach mistrzostw świata w 2006, 2007, 2008, 2009, 2010, 2011, 2014 oraz zimowych igrzysk olimpijskich 2010. W tym czasie był kapitanem reprezentacji.

## Sukcesy

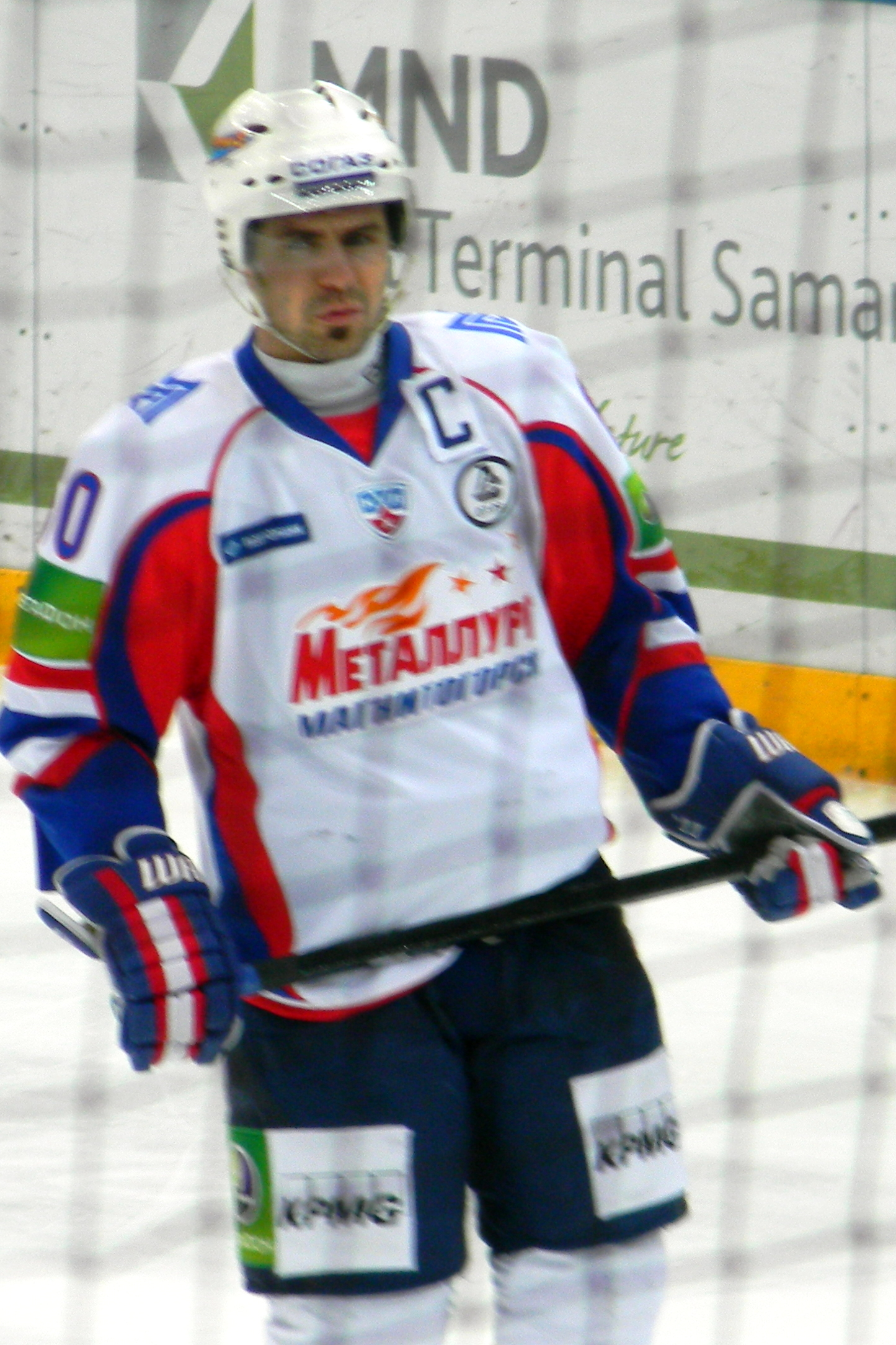
Tomáš Rolinek w barwach Mietałłurga (2012)

Reprezentacyjne
- Złoty medal mistrzostw świata: 2010
- Srebrny medal mistrzostw świata: 2006
- Brązowy medal mistrzostw świata: 2011

Klubowe
- Złoty medal mistrzostw Czech: 2005 z HC Pardubice
- Srebrny medal mistrzostw Czech: 2003, 2007 z HC Pardubice
- Brązowy medal mistrzostw Rosji: 2009 z Mietałłurgiem